# Hamilton Township (comté d'Atlantic)
Pour les articles homonymes, voir Hamilton Township.
Hamilton Township est une municipalité américaine située dans le comté d'Atlantic au New Jersey. Mays Landing, le siège du comté, se trouve au sein de la municipalité.
Lors du recensement de 2010, sa population est de 26 503 habitants. La municipalité s'étend sur 113,07 milles carrés (292,85 km2), dont 1,94 milles carrés (5,02 km2) d'étendues d'eau.
Le township est créé en 1813 à partir des townships d'Egg Harbor et de Weymouth. Il est nommé en l'honneur d'Alexander Hamilton.